# 吉田友佳
吉田 友佳（よしだ ゆか, 現姓：金子、1976年4月1日 - ）は、神奈川県横浜市出身の元女子プロテニス選手。両手打ちのバックハンド・ストロークを最大の武器にしたベースライン・プレーヤーである。WTAツアーでシングルス優勝はないが、ダブルスで3勝を挙げた。自己最高ランキングはシングルス52位、ダブルス51位。身長160cm、体重51kg、右利き。

## 来歴
7歳からテニスを始める。ジュニア選手時代、1993年のウィンブルドン女子ダブルス部門で望月寛子とのペアで準優勝し（決勝でベルギーのペアに敗退）、全米オープン女子ジュニアでもシングルス・ダブルスの両部門で準優勝を記録した。湘南工科大学附属高等学校を卒業後、1994年4月にプロ入り。1995年のジャパン・オープン女子ダブルスで佐伯美穂とペアを組み、杉山愛と長塚京子の組を 6-7, 6-4, 7-6 で破って初優勝を飾る。1996年11月にタイ・パタヤ市の大会で、佐伯とのペアでダブルス2勝目を達成。吉田と佐伯の組は1997年の全日本テニス選手権でも優勝した。
1997年4月のインドネシア・ジャカルタ大会でツアー唯一のシングルス決勝に進出した。決勝は沢松奈生子との日本人対決となり 3–6, 2–6 で敗れた。
1998年から2001年まで、吉田は女子テニス国別対抗戦・フェドカップの日本代表選手としてプレーした。1998年の全米オープン女子ダブルスで、吉田と佐伯の組はベスト8に進出し、準々決勝で第2シードのリンゼイ・ダベンポート&ナターシャ・ズベレワ組に 1-6, 1-6 で敗れた。
2003年の全日本テニス選手権で、吉田は女子シングルス決勝で佐伯美穂を 6-4, 6-2 で破って初優勝を飾り、ダブルスでは佐伯とのペアで6年ぶり2度目の優勝を成し遂げて“単複2冠制覇”を決めた。2005年2月のメンフィス大会では9年ぶりのダブルス3勝目を挙げた。2005年全仏オープン予選1回戦でルーシー・サファロバに敗れた試合が最後の出場になり2005年9月21日に現役を引退した。
引退後はテレビ解説者として活動している。2011年にアスレティックトレーナーと結婚した。
2013年にフェドカップ日本代表監督に就任。しかし2014年は入れ替え戦で敗れ、ワールドグループⅡからアジア・オセアニアゾーンⅠに降格。2015年は入れ替え戦で敗れてワールドグループ復帰を逃し、任期満了で退任した。

## WTAツアー決勝進出結果

### シングルス: 1回 (0勝1敗)
| 大会グレード         |
| -------------------- |
| グランドスラム (0–0) |
| ティア I (0–0)       |
| ティア II (0–0)      |
| ティア III (0–0)     |
| ティア IV & V (0–1)  |

| 結果   | No. | 決勝日        | 大会       | サーフェス | 対戦相手   | スコア   |
| ------ | --- | ------------- | ---------- | ---------- | ---------- | -------- |
| 準優勝 | 1.  | 1997年4月27日 | ジャカルタ | ハード     | 沢松奈生子 | 3–6, 2–6 |

### ダブルス: 5回 (3勝2敗)
| 結果   | No. | 決勝日         | 大会             | サーフェス    | パートナー         | 対戦相手                                        | スコア        |
| ------ | --- | -------------- | ---------------- | ------------- | ------------------ | ----------------------------------------------- | ------------- |
| 優勝   | 1.  | 1995年4月16日  | 東京             | ハード        | 佐伯美穂           | 杉山愛 長塚京子                                 | 6-7, 6-4, 7-6 |
| 優勝   | 2.  | 1996年11月24日 | パタヤ           | ハード        | 佐伯美穂           | ティナ・クリザン 宮城ナナ                       | 6-2, 6-3      |
| 準優勝 | 1.  | 1997年4月27日  | ジャカルタ       | ハード        | レンカ・ネメチコバ | ケリー＝アン・グース クリスティン・ラドフォード | 4-6, 7-5, 5-7 |
| 準優勝 | 2.  | 1999年11月14日 | クアラルンプール | ハード        | 平木理化           | エレナ・コスタニッチ ティナ・ピスニク           | 6-3, 2-6, 4-6 |
| 優勝   | 3.  | 2005年2月20日  | メンフィス       | ハード (室内) | 佐伯美穂           | ローラ・グランビル アビゲイル・スピアーズ       | 6-3, 6-4      |

## 4大大会シングルス成績
略語の説明
| W | F | SF | QF | #R | RR | Q# | LQ | A | Z# | PO | G | S | B | NMS | P | NH |

W=優勝, F=準優勝, SF=ベスト4, QF=ベスト8, #R=#回戦敗退, RR=ラウンドロビン敗退, Q#=予選#回戦敗退, LQ=予選敗退, A=大会不参加, Z#=デビスカップ/BJKカップ地域ゾーン, PO=デビスカップ/BJKカッププレーオフ, G=オリンピック金メダル, S=オリンピック銀メダル, B=オリンピック銅メダル, NMS=マスターズシリーズから降格, P=開催延期, NH=開催なし.
| 大会           | 1995 | 1996 | 1997 | 1998 | 1999 | 2000 | 2001 | 2002 | 2003 | 2004 | 2005 | 通算成績 |
| -------------- | ---- | ---- | ---- | ---- | ---- | ---- | ---- | ---- | ---- | ---- | ---- | -------- |
| 全豪オープン   | 1R   | LQ   | 2R   | 2R   | 1R   | LQ   | LQ   | A    | LQ   | LQ   | LQ   | 2–4      |
| 全仏オープン   | LQ   | LQ   | 2R   | 1R   | LQ   | LQ   | LQ   | A    | LQ   | LQ   | LQ   | 1–2      |
| ウィンブルドン | A    | LQ   | 2R   | 1R   | LQ   | 1R   | LQ   | A    | LQ   | LQ   | A    | 1–3      |
| 全米オープン   | LQ   | LQ   | 2R   | 1R   | LQ   | LQ   | LQ   | A    | LQ   | LQ   | A    | 1–2      |